# Stanisław Bryniarski

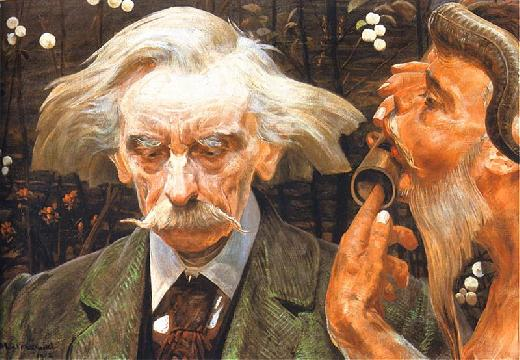
Nieznana nuta. Portret Stanisława Bryniarskiego, mal. Jacek Malczewski

Stanisław Bryniarski (ur. 1829 w Krakowie, zm. 27 maja 1914 tamże) – polski malarz i restaurator obrazów.

## Życiorys
Był początkowo uczniem Teodora Stachowicza (1846-1847) w zakresie rysunku, potem uczęszczał do szkoły technicznej w Krakowie na zajęcia z malarstwa. Do jego pedagogów należeli Aleksander Płonczyński, Wojciech Stattler, Władysław Łuszczkiewicz; za kolegów szkolnych miał Bryniarski m.in. Jana Matejkę, Aleksandra Kotsisa, Artura Grottgera czy Aleksandra Gryglewskiego.
Malował głównie wnętrza i perspektywy. W 1886 zgłosił do warszawskiej Zachęty obraz Wejście do grobów królewskich, rok później przedstawił pracę Korytarz Biblioteki Jagiellońskiej na wystawie w Krakowie. Przekroczywszy 70. rok życia, porzucił malarstwo na rzecz restaurowania obrazów i fresków. Zaprzyjaźniony z Jackiem Malczewskim, służył często za model starca w jego pracach.
Krótko przed II wojną światową prace Bryniarskiego posiadały m.in. galeria we Lwowie (Wnętrze krypty wawelskiej, 1869), Archiwum Akt Dawnych miasta Krakowa, Zachęta w Warszawie (Krużganek klasztorny, 1871).
Pochowany został na cmentarzu Rakowickim w Krakowie, w grobowcu rodzinnym, w kwaterze XXIVb.